# Triphosa arizanensis
Triphosa arizanensis là một loài bướm đêm trong họ Geometridae.